# Scrupocellaria minuta
Scrupocellaria minuta is een mosdiertjessoort uit de familie van de Candidae. De wetenschappelijke naam van de soort is voor het eerst geldig gepubliceerd in 1888 door Kirkpatrick.